# Kolno (Mazovie)
Pour les articles homonymes, voir Kolno.

Kolno (prononciation : [ˈkɔlnɔ]) est un village polonais de la gmina de Poświętne dans le powiat de Wołomin de la voïvodie de Mazovie dans le centre-est de la Pologne.
Il se situe à environ 5 kilomètres à l'ouest de Poświętne (siège de la gmina), 10 kilomètres à l'est de Wołomin (siège du powiat) et à 28 kilomètres au nord-est de Varsovie (capitale de la Pologne).
De 1975 à 1998, le village appartenait administrativement à la voïvodie de Siedlce.